# Alberto Cecchetti
Alberto Cecchetti (1944) è un politico sammarinese.
Ha ricoperto l'incarico di Capitano Reggente quattro volte: da aprile a ottobre 1975, in coppia con Michele Righi; da aprile a ottobre 1994, in coppia con Fausto Mularoni; da aprile a ottobre 1998, in coppia con Loris Francini; da ottobre 2001 a aprile 2002, in coppia con Gino Giovagnoli.
Nel 2005 ha aderito al Partito dei Socialisti e dei Democratici, dopo essere stato per molti anni esponente del Partito Socialista Sammarinese.